# Седрик «Развлекатель»
Седрик Антонио Кайлс (англ. Cedric Antonio Kyles, род. 24 апреля 1964) — американский актёр и комик, известный под псевдонимом Седрик «Развлекатель» (англ. Cedric the Entertainer).

## Биография
Седрик «Развлекатель» родился в 1964 году. Свой псевдоним придумал перед началом шоу-карьеры. В высшей школе был самым юмористичным студентом. Его карьера комика началась, когда он выиграл конкурс Johnny Walker National Comedy Contest. Но затем регулярно практиковался в ночном клубе родного Сент-Луиса. А в 1993 получил место ведущего комической телепередачи.
В 1998, наконец, последовало приглашение в Голливуд, где всех «королей комедии» снял знаменитый Спайк Ли — в практически документальном «Настоящие короли комедии», посвященном очередному туру комедийного квартета. В 2000 Седрик начал свою кинокарьеру, снявшись в «Доме большой мамочки».
Последующие фильмы: «Да здравствует король» (2001), «Парикмахерская» (2002), «Невыносимая жестокость» (2003), «Лемони Сникет: 33 несчастья», «Семейные каникулы Джонсонов», «Парикмахерская 2: Снова в деле» (2004), «Хозяин положения», «Будь круче!», «Молодожены» (2005).

## Фильмография

### Актёр
| Фильмы                         | Фильмы                                  | Фильмы                | Фильмы     |
| Год                            | Фильм                                   | Роль                  | Примечание |
| ------------------------------ | --------------------------------------- | --------------------- | ---------- |
| 1998                           | Гонка                                   | Бо                    |            |
| 2000                           | Дом большой мамочки                     | священник             |            |
| 2000                           | Настоящие короли комедии                | в роли самого себя    |            |
| 2001                           |                                         | второстепенная роль   |            |
| 2002                           | Мошенники                               | Рэй Харрис            |            |
| 2002                           | Парикмахерская                          | Эдди                  |            |
| 2002                           | Ледниковый период                       | Карл                  | озвучка    |
| 2003                           | Невыносимая жестокость                  | Гас Петч              |            |
| 2004                           |                                         |                       |            |
| Парикмахерская 2: Снова в деле | Эдди                                    |                       |            |
| Семейные каникулы Джонсонов    | Nate Johnson                            |                       |            |
| Лемони Сникет: 33 несчастья    | детектив                                |                       |            |
| 2005                           | Будь круче!                             | Син ЛяСалль           |            |
| 2005                           | Мадагаскар                              | Морис                 | озвучка    |
| 2005                           | Крутой и цыпочки                        | Percy Stevens         |            |
| 2005                           | Любовный месячник                       | Ralph Kramden         |            |
| 2006                           | Паутина Шарлотты                        | гусь Голли            | озвучка    |
| 2007                           | По прозвищу «Чистильщик»                | Джейк Роджерс         |            |
| 2007                           | Поговори со мной                        | 'Nighthawk' Bob Terry |            |
| 2008                           | Добро пожаловать домой, Роско Дженкинс! | Клайд                 |            |
| 2008                           | Короли улиц                             | Скриббл               |            |
| 2008                           | Мадагаскар 2                            | Морис                 | озвучка    |
| 2008                           | Кадиллак Рекордс                        | Вилли Диксон          |            |
| 2011                           | Ларри Краун                             | Ламар                 |            |
| 2011                           | Chicago Pulaski Jones                   | Detective             |            |
| 2012                           | Две девицы на мели                      | Дариус                |            |
| 2013                           | Дом с паранормальными явлениями         | Отец Вильям           |            |
| 2014                           | Дом с паранормальными явлениями 2       | Отец Вильям           |            |
| 2016                           | Парикмахерская 3                        | Эдди                  |            |
| 2016                           | Почему он?                              | Лу Данн               |            |
| 2017                           | Дневник пастыря                         | Пастор Джефферс       |            |
| 2018                           | Соседство                               | Кэлвин Батлер         |            |

### Продюсер
- 2010 — Назад в школу
- 2007 — По прозвищу «Чистильщик»
- 2005 — Медовый месячник
- 2004 — Семейные каникулы Джонсонов[англ.]

### Сценарист
- 2000 — Настоящие короли комедии